# Pallavolo Cesena
Pallavolo Cesena – żeński klub piłki siatkowej z Włoch. Został założony w 1987 roku z siedzibą w mieście Cesena.
W sezonie 2008/2009 w klubie grała Anna Świderek.